# Polyrhachis jianghuaensis
Polyrhachis jianghuaensis é uma espécie de formiga do gênero Polyrhachis, pertencente à subfamília Formicinae.